# بوابة الجحيم (فلم)
بوابة الجحيم (بالإنجليزية: Gate of Hell) هو فيلم دراما تم إنتاجه في اليابان وصدر في سنة 1953.

## ترشيحات وجوائز
| السنة | الحدث  | الفئة           | النتيجة  |
| ----- | ------ | --------------- | -------- |
|       | أوسكار | أفضل فيلم أجنبي | فـــــوز |

## وصلات خارجية
- مقالات تستعمل روابط فنية بلا صلة مع ويكي بيانات